# Seznam rybníků v Česku
Seznam rybníků v Česku zahrnuje umělé vodní nádrže, postavené lidmi, které jsou opatřeny hrázemi, umožňují manipulace jako napouštění a vypouštění vody, a jsou určené především k chovu ryb. Tím se rybníky liší od jezer (přírodních nebo umělých) a přehradních nádrží. Vzhledem k počtu rybníků v České republice jsou v článku uvedeny především velké rybníky, tedy rybníky významné svou rozlohou. Celková plocha, kterou rybníky v Česku zaujímají, je více než 53 tisíc ha.

## Seznamy velkých rybníků

### Rybníky větší než 150 ha
Přehled rybníků v Česku větších než 150 ha, seřazený podle rozlohy vodní plochy dle katastru nemovitostí
| pořadí | rybník              | rozloha [ha] | hloubka [m] | nadm. výška [m n. m.] | objem [mil.m³] | odtok (povodí)                    | okres             |
| ------ | ------------------- | ------------ | ----------- | --------------------- | -------------- | --------------------------------- | ----------------- |
| 1.     | Rožmberk            | 647          | 6,2         | 427                   | 5,86           | Lužnice a Potěšilka               | Jindřichův Hradec |
| 2.     | Bezdrev             | 425          | 7,0         | 381                   | 5,63           | Netolický potok (Vltava)          | České Budějovice  |
| 3.     | Horusický rybník    | 415          | 6,0         | 416                   | 3,97           | Zlatá stoka (Lužnice)             | Tábor             |
| 4.     | Dvořiště            | 388          | 4,5         | 434                   | 6,65           | Zlatá stoka (Lužnice)             | České Budějovice  |
| 5.     | Velký Tisý          | 317          | 3,4         | 421                   | 4,28           | Zlatá stoka (Lužnice)             | Jindřichův Hradec |
| 6.     | Máchovo jezero      | 312          | 5,2         | 266                   | 6,78           | Robečský potok (Ploučnice)        | Česká Lípa        |
| 7.     | Záblatský rybník    | 310          | 3,0         | 427                   | 3,35           | Zlatá stoka (Lužnice)             | Jindřichův Hradec |
| 8.     | Nesyt               | 296          | 3,0         | 175                   | 4,5            | Včelínek (Dyje)                   | Břeclav           |
| 9.     | Žehuňský rybník     | 258          | 6,0         | 204                   | 6,0            | Cidlina                           | Kolín             |
| 10.    | Dehtář              | 246          | 6,0         | 406                   | 6,12           | Dehtářský potok (Vltava)          | České Budějovice  |
| 11.    | Jaroslavický rybník | 245          | 5,0         | 185                   | ?              | Mlýnská strouha (Dyje)            | Znojmo            |
| 12.    | Staňkovský rybník   | 241          | 8,5         | 469                   | 6,6            | Koštěnický potok (Lužnice)        | Jindřichův Hradec |
| 13.    | Velká Holná         | 230          | 3,0         | 453                   | ?              | Holenský potok (Nežárka)          | Jindřichův Hradec |
| 14.    | Velké Dářko         | 206          | 3,0         | 610                   | 3,37           | Sázava                            | Žďár nad Sázavou  |
| 15.    | Svět                | 202          | 3,0         | 436                   | 3,325          | Spolský potok (Lužnice)           | Jindřichův Hradec |
| 16.    | Bošilecký rybník    | 200          | ?           | 420                   | 1,81           | Bošilecký potok (Lužnice)         | České Budějovice  |
| 17.    | Kačležský rybník    | 196          | 2,0         | 530                   | 3,4            | Koštěnický potok (Lužnice)        | Jindřichův Hradec |
| 18.    | Koclířov            | 202          | ?           | ?                     | 1,95           | Zlatá stoka (Lužnice)             | Jindřichův Hradec |
| 19.    | Novoveský rybník    | 174          | 2,0         | 178                   | 2,2            | Olbramovický potok (Jihlava)      | Brno-venkov       |
| 20.    | Opatovický rybník   | 161          | 3,0         | 436                   | 1,9            | Zlatá stoka (Lužnice)             | Jindřichův Hradec |
| 21.    | Bohdanečský rybník  | 160          | 2,0         | 218                   | ?              | Opatovický kanál (Labe)           | Pardubice         |
| 22.    | Kaňov               | 159          | ?           | 427                   | 1,49           | Zlatá stoka (Lužnice)             | Jindřichův Hradec |
| 23.    | Vrkoč               | 156          | 2,0         | 173                   | 1,7            | Mlýnský náhon Cvrčovice (Jihlava) | Brno-venkov       |

### Další rybníky větší než 100 ha
Přehled většiny zbývajících rybníků v Česku větších než 100 ha, seřazen podle aktuální rozlohy vodní plochy dle katastru.
| přibližné pořadí | rybník                 | okres             | rozloha [ha] | odtok                                    |
| ---------------- | ---------------------- | ----------------- | ------------ | ---------------------------------------- |
| 24.              | Ponědražský rybník     | Jindřichův Hradec | 142          | Zlatá stoka, Ponědražský potok (Lužnice) |
| 25.              | Olšina                 | Český Krumlov     | 140          | Olšina (Vltava)                          |
| 26.              | Volešek                | České Budějovice  | 137          | ??? (Vltava)                             |
| 27.              | (Velký) Spolský rybník | České Budějovice  | 137          | Spolský potok (Lužnice)                  |
| 28.              | Starý rybník           | Brno-venkov       | 130          | Mlýnský náhon Cvrčovice                  |
| 29.              | Krvavý rybník          | Jindřichův Hradec | 137          | Lomský potok (Nežárka)                   |
| 30.              | (Velký) Žárský rybník  | České Budějovice  | 120          | Žárský potok (Stropnice)                 |
| 31.              | Munický rybník         | České Budějovice  | 112          | Munický potok, ??? (Vltava)              |
| 32.              | Labuť                  | Strakonice        | 108          | Kostratecký potok (Lomnice)              |
| 33.              | Vlkovický rybník       | České Budějovice  | 105          | Miletínský potok (Lužnice)               |
| 34.              | Vlhlavský rybník       | České Budějovice  | 105          | Pištínský potok (Vltava)                 |
| 35.              | Řežabinec              | Písek             | 105          | Řežabinský potok (Otava)                 |
| 36.              | Kovčínský rybník       | Klatovy           | 104          | Kovčínský potok (Úslava)                 |
| 37.              | Blatec (u Dívčic)      | České Budějovice  | 103          | Jamský potok (Vltava)                    |

### Rybníky větší než 50 ha
V Česku se nachází více než sto dalších rybníků větších než 50 ha.

## Odlišné hodnoty
- Historická velikost rybníků a velikost při mimořádných událostech se může výrazně lišit. Například Rožmberk (dnes 647 ha) měl původní rozlohu 1060 ha a při povodních v roce 2002 se jeho plocha více než ztrojnásobila na 2300 ha.[7] Mnohé velmi velké středověké rybníky jako například Blato u Poděbrad (původně 973 ha) zcela zanikly.
- Výtopa rybníků je zpravidla menší než katastrální výměra. Důvodem k nižšímu nadržení může být ekonomická motivace. Části některých rybníků se přeměňují ve slatiny, čímž se redukuje plocha rybníka.
- U rybníka Rožmberk je někdy uváděna velikost 677 ha. Tento údaj zahrnuje i „vestavěný“ rybník Vítek.
- U rybníka Bezdrev je často uváděna plocha 450 ha, což Bezdrev řadí na druhé místo. Záleží na započítání spojených vodních ploch jako Češňovický cíp, Malý Bezdrev, Bezdrývka, které formálně oddělují mosty a hráze.
- Vzhledem ke specifikům Staňkovského rybníka jej někteří autoři nepovažují za rybník.[zdroj?]
- Do vodní plochy může být započítána někdy navíc i plocha ostrovů. Z uvedených rybníků mají velikostí významné ostrovy například Velká Holná (ostrov Naxos), Bezdrev (Králičí ostrov) a Dehtář.

## Historie největších rybníků
| odhad pořadí     | rybník                      | okres             | odhad maximální rozlohy [km²] | současná rozloha [km²] |
| ---------------- | --------------------------- | ----------------- | ----------------------------- | ---------------------- |
| 1.               | Rožmberk                    | Jindřichův Hradec | 23                            | 6,5                    |
| 2.               | Čeperka                     | Pardubice         | 11                            | 0                      |
| 3.               | Blato                       | Nymburk           | 10                            | 0                      |
| 4. a následující | velké rybníky na Pardubicku |                   | mezi 9 a 10                   | 0                      |

Do 13. století nelze spolehlivě doložit velikost tehdejších rybníků. Počátkem 13. století se již stavěly rybníky s plochou více než 100 ha. Nejstarším dochovaným velkým rybníkem je Žárský rybník (120 ha), který je zmiňován již v roce 1221. V následujících staletích docházelo k rychlému pokroku v rybníkářství. V patnáctém století byl největším českým rybníkem Blato (též Blatské jezero) u Poděbrad s plochou přibližně 990 ha. Na Pardubicku byla vybudována dnes již neexistující soustava s několika rybníky blížících se 1000 ha. Největším rybníkem z nich byl Čeperka dokončený v roce 1496. Různí autoři odhadují maximální velikost Čeperky od 950 ha do 1250 ha. Koncem patnáctého a počátkem šestnáctého století se ukázalo, že takto velké rybníky mají vzhledem k nákladům neuspokojivé hektarové výnosy. Později již takto velké rybníky (vyjma Rožmberku) nebyly navrhovány. V roce 1590 byl dokončen rybník Rožmberk, který byl vzhledem k druhotné protipovodňové funkci naddimenzován i na provoz při zatopeném území nad 2000 ha. Z ekonomických důvodů se rybník provozoval v následujících staletí na ploše okolo 1000 ha. Během povodní v roce 2002 se Rožmberk bez technických problémů rozlil na plochu přibližně 2300 ha. Pro srovnání jednalo se po Lipnu a Orlíku o třetí největší umělou vodní plochu v Česku. Z hlediska maximální vodní plochy v historii rybníka je největším českým rybníkem Rožmberk, pravděpodobně následovaný přibližně poloviční Čeperkou a několika rybníky nad 900 ha.
Vyjma Rožmberku všechny skutečně velké rybníky zanikly. Je krajně nepravděpodobné, že uvedené pořadí největších rybníků v Česku bude doplněno v dohledné budoucnosti nově zbudovanými rybníky.

## Podle krajů
- Seznam rybníků v Jihočeském kraji
- Seznam rybníků v Jihomoravském kraji
- Seznam rybníků v Libereckém kraji
- Seznam rybníků v Pardubickém kraji
- Seznam největších rybníků Plzeňského kraje
- Seznam rybníků v Praze

## Podle okresů
- Seznam rybníků v okrese Plzeň-sever